# Robert Trivers
Robert Trivers (ur. 19 lutego 1943 w Waszyngtonie) – amerykański socjobiolog.
Twórca pojęcia altruizmu odwzajemnionego (zob. altruizm) oraz teorii inwestycji rodzicielskich (mówiącej o tym, że przedstawiciele płci, która inwestuje więcej w wychowanie potomstwa, będą wybredni w doborze partnera i to oni będą obiektem zalotów).

## Ważniejsze artykuły naukowe
- (1971) The Evolution of Reciprocal Altruism[1]
- (1972) Parental investment and sexual selection[2]
- (1973) Natural selection of parental ability to vary the sex ratio of offspring[3]
- (1974) Parent-Offspring Conflict[4]
- (1976) Haploidploidy and the evolution of the social insect[5]
- (1991) Deceit and self-deception: The relationship between communication and consciousness[6]

## Książki
- Trivers, R.L. (1985) Social Evolution. Benjamin/Cummings, Menlo Park, CA.
- Trivers, R.L. (2002) Natural Selection and Social Theory: Selected Papers of Robert L. Trivers. (Evolution and Cognition Series) Oxford University Press, Oxford. ISBN 0-19-513062-6
- Burt, A. & Trivers, R.L. (2006) Genes in Conflict : The Biology of Selfish Genetic Elements. Belknap Press, Harvard. ISBN 0-674-01713-7
- Trivers R., Palestis B.G., Zaatari D. (2009) The Anatomy of a Fraud: Symmetry and Dance TPZ Publishers ISBN 978-0-615-28756-0
- Trivers R. (2015) Wild Life:  Adventures of an Evolutionary Biologist, Plympton, ISBN 978-1938972126; wyd. polskie: Dzikie życie. Przygody biologa ewolucyjnego (2018), Copernicus Center Press,  ISBN 978-83-7886-361-8